# Gymnomma novum
Gymnomma novum là một loài ruồi trong họ Tachinidae.